# Leftöver Crack
Leftöver Crack (seltener: Leftover Crack; Abkürzung: LöC) ist eine Punk-Band aus New York City, die aus der Band Choking Victim hervorging und viele Death-Metal-, Hardcore-Punk- und Ska-Elemente in ihre Musik aufnimmt. Diese Stilelemente vereinen sich derart, dass sie eigentlich nicht als reine Punkrock-Band eingestuft werden kann. In ihren Alben kommen auch Violinen, Geigen und Orgeln zum Einsatz. Sie nahmen auch gemeinsam Lieder mit Brody Dalle von The Distillers und The World/Inferno Friendship Society auf.

## Unübliche Texte
Neben einigen für den Punkrock üblichen Texten gegen den Staat, Nazis und die Polizei, behandeln einzelne Lieder auch eher ungewöhnliche Themen. So beispielsweise das Lied "Life is Pain", bei dem es um die Qualität und Quantität des Lebens bei steigender Weltbevölkerung geht. Dieser Song spricht sich gegen die "karnickelhafte" Vermehrung der Menschen aus, da diese zu schwach und zu dumm für jene Welt wären. Zusammenhänge und verschiedene Auslegungen sind hierbei auch zu beachten, weswegen man diese Aussage nicht sofort beurteilen sollte.
Ebenso legt die Band eines ihrer Hauptaugenmerke auf die Homophobie und deren Bekämpfung. In ihrem Lied "Gay Rude Boys Unite" singen sie davon, dass die Schwulen- und Lesbenfeindlichkeit eine Krankheit der Gesellschaft sei und sich die Homosexuellen die Tanzfläche zurückerobern sollten. Dabei beziehen sie sich auf homophobe Tendenzen in der jamaikanischen Gesellschaft (homosexuelle Handlungen stehen dort unter Strafe) und besonders in den Texten jamaikanischer Musikstile wie Reggae oder Dancehall ("...you’re turning your native music into a homophobic disgrace.").
Jedoch sind auch politische Unkorrektheiten vorzufinden, die selbst in der Punkszene, linken Szene oder bei Pazifisten auf Widerstand stoßen. Beispielsweise singen sie über Erschießungen von Schülern, kritisieren mit dem Lied "Rock the 40 oz" jedoch auch das amerikanische Bildungssystem und die Perspektivlosigkeit der Jugend. Auf dem Titelcover des Albums "Fuck World Trade" sieht man das brennende World Trade Center mit Zapfsäulen. Sie selbst bezeichnen den Welthandel auch als "Todesmaschine" ("World Trade is a Death Machine!").

## Tod des Ersatzdrummers
Am 17. Dezember 2004 verstarb Ersatzdrummer Brandon von den X-possibles nach einem Konzert im Red Blood Club in einem Hotel während des Schlafs. Genauere Umstände sind nicht bekannt. Am 22. Dezember 2004 wurde er in New Jersey bestattet. Für den verstorbenen Drummer stieg der Österreicher Candee (Antimaniax, Beatbrats, Candy Beat Camp, Springy Pinestix, The Staggers) bei Leftöver Crack ein und unterstützt sie bei Europatourneen sowie im Studio.

## Diskografie
- Rock The 40 oz (2000)
- Mediocre Generica (2001)
- Fuck World Trade (2004)
- Rock The 40 oz (Re-Release, 2004)
- Deadline (Split-Album mit Citizen Fish, 2007, Fat Wreck Chords)
- Constructs of the State (2015)
- Leftöver Leftöver Crack (The E-Sides and F-Sides, Fat Wreck Chords, 2018)